# Euplectrus charlesporteri
Euplectrus charlesporteri  (лат.) — вид мелких паразитических наездников рода Euplectrus из семейства Eulophidae (Chalcidoidea) отряда перепончатокрылые насекомые. Паразитоиды гусениц бабочек. Центральная Америка: Коста-Рика.

## Описание
Длина 2,5 мм. Лоб красновато-коричневый. Усики и скапус белые, педицелль желтовато-коричневый, жвалы и щупальцы белые. Передняя половина брюшка желтовато-белая. Проподеум гладкий. Шпоры задних голеней длинные, длиннее первого членика задних лапок. Щитик без продольных борозд. Усики с 6 флагелломерами, включая 2-члениковую булаву. Голова и грудка тёмные (буровато-чёрные), ноги и брюшко светлее. Групповые наружные паразиты (эктопаразитоиды) гусениц бабочек Diastema tigris (Noctuidae), питающихся на растениях  Lantana camara (Verbenaceae). Окукливаются в своих шёлковых коконах рядом со съеденной гусеницей хозяина. Вид был впервые описан в 2015 году английским гименоптерологом Христером Хэнссоном (Christer Hansson; The Natural History Museum, Лондон, Великобритания) и назван в честь Чарлза Портера (Charles C. Porter) за его вклад в исследование таксономии отряда перепончатокрылых насекомых (Hymenoptera).